# Kometa Wilsona-Hubbarda
Kometa Wilsona-Hubbarda (lub C/1961 O1) – kometa długookresowa, którą obserwowano tylko raz.

## Odkrycie i nazwa
Kometę tę odkryli niezależnie A. Steward Wilson oraz William B. Hubbard w lipcu 1961 roku.
W nazwie znajdują się zatem obydwa nazwiska odkrywców.

## Orbita komety
Orbita komety C/1961 O1 ma kształt bardzo wydłużonej elipsy o mimośrodzie 0,999. Jej peryhelium znajduje się w odległości zaledwie 0,04 j.a., aphelium zaś 2115,7 j.a. od Słońca, nachylenie orbity do ekliptyki to wartość 24,2˚.